# Ожика многоцветковая
Ожи́ка многоцветко́вая (лат. Lúzula multiflóra) — небольшое многолетнее растение родом из Евразии, вид рода Ожика семейства Ситниковые (Juncaceae).

## Ботаническое описание

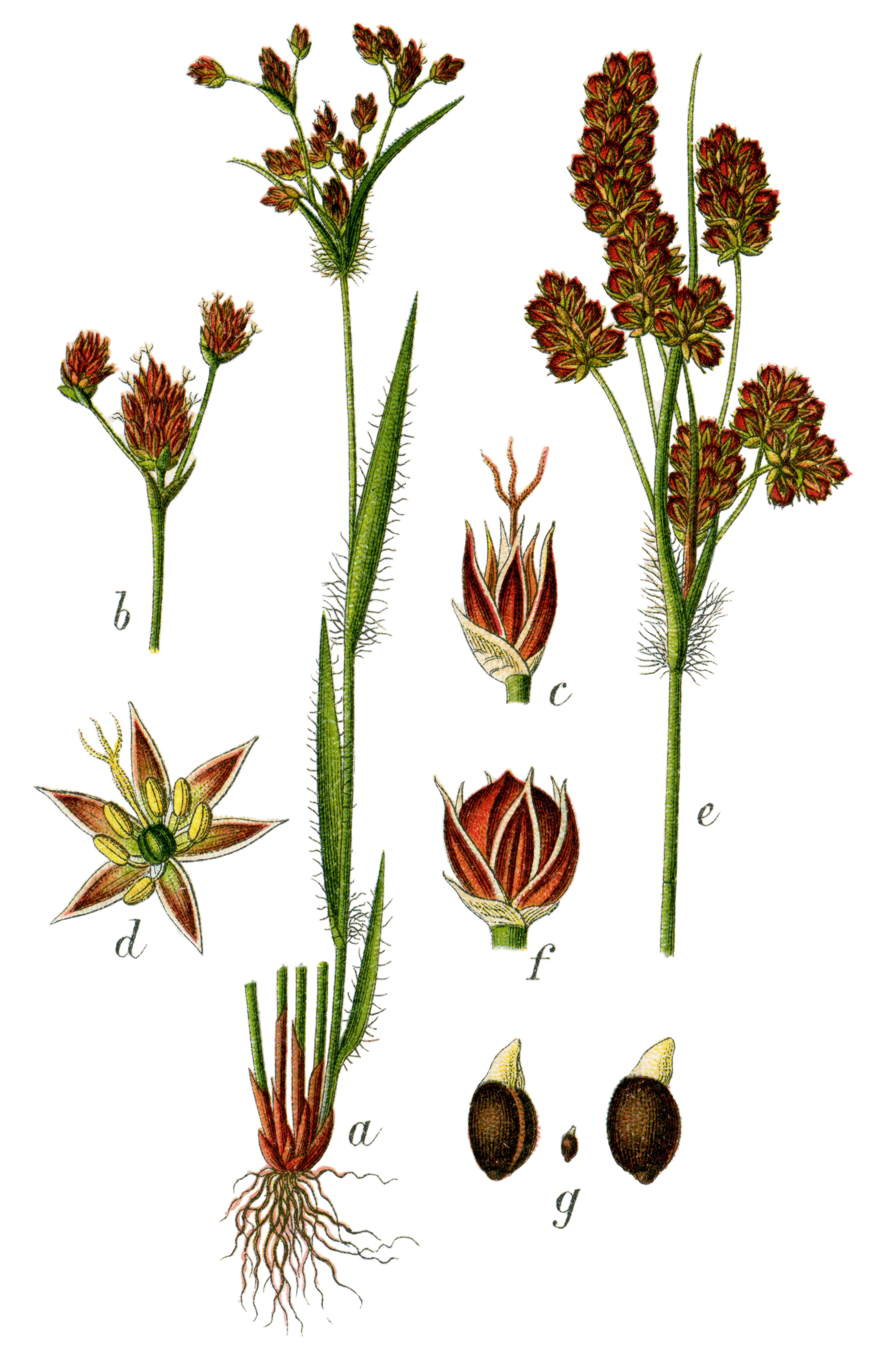

Небольшой дерновинный многолетник с коротким корневищем, не образует столонов. Цветоносные стебли до 20—40(60) см высотой, ближе к основанию облиственные.
Прикорневые листья густореснитчатые до почти голых, 2,5—4(6) мм шириной, стеблевые — в числе одного — трёх (четырёх), с хрящевато-пильчатым краем. Нижний прицветный лист сходен со стеблевыми, обычно превышает по длине соцветие.
Соцветие сложное, из 5—10(14) колосков в зонтиковидной метёлке, в каждом колоске по 3—14 цветков. Цветки 3—4 мм длиной. Прицветнички до 2 мм, цельные до бахромчатых. Листочки околоцветника острые, иногда с остевидным окончанием, примерно равные по длине, 2,4—3,5(4) мм длиной, соломенно-коричневые, каштаново-коричневые, часто со светлым краем. Тычинки в числе шести, пыльники 0,6—1(1,4) мм длиной, равные по длине нитям или превышающие их в 1,5(2,5) раза. Пестик 0,3—0,7 мм длиной, с быстро опадающими рыльцами.
Плод — обратнояйцевидная коробочка бледно- до тёмно-коричневого цвета. Семена продолговато-яйцевидные, с придатком в основании, 0,8—1,2 мм длиной (без придатка), 0,6—0,9 мм шириной.
Очень изменчивое, полиплоидное растение.
Близкий вид Ожика равнинная (Luzula campestris) отличается дуговидным корневищем, а также более крупными пыльниками, превышающими тычиночные нити по длине в два — четыре раза.

## Распространение
Широко распространённое в Северном полушарии растение. На запад Северной Америки, по-видимому, занесено. Занесено также в Австралию, Новую Зеландию и другие регионы Южного полушария.
Обычное растение лугов, вырубок, светлых лесов, встречается на залежах, осушенных болотах, обочинах.

## Таксономия и систематика

### Синонимы
- Cyperella campestris var. multiflora (Ehrh.) MacMill., 1892
- Gymnodes multiflora (Ehrh.) Fourr., 1869
- Juncoides campestris var. multiflora (Ehrh.) E.Sheld., 1894
- Juncoides erecta (Pers.) Boulger, 1899, nom. superfl.
- Juncoides intermedia (Thuill.) Rydb., 1905
- Juncoides multiflora (Ehrh.) Druce, 1904
- Juncus campestris var. multiflorus Ehrh., 1790basionym
- Juncus campestris var. tenuis Retz., 1774
- Juncus erectus Pers., 1805, nom. superfl.
- Juncus intermedius Thuill., 1800
- Juncus multiflorus (Ehrh.) Retz., 1795
- Juncus nemorosus Host, 1800, nom. illeg.
- Luzula ambigua Soó, 1971
- Luzula badia K.F.Wu, 1992
- Luzula campestris subsp. carpetana Rivas Mart., 1963
- Luzula campestris subsp. erecta (Pers.) P.Fourn., 1935
- Luzula campestris subsp. multiflora (Ehrh.) Buchenau, 1886
- Luzula campestris var. acadiensis Fernald, 1917
- Luzula campestris var. frigida Buchenau, 1898
- Luzula campestris var. nemorosa (Hornem.) Gaudin, 1828
- Luzula campestris var. pallens Asch. & Graebn., 1904, nom. illeg.
- Luzula campestris var. pallescens Husn., 1908
- Luzula erecta (Pers.) Desv., 1808, nom. superfl.
- Luzula erecta var. pallens (Asch. & Graebn. ex) Rouy, 1912
- Luzula erecta var. pyrenaica Sennen, 1916
- Luzula frigida (Buchenau) Sam., 1918
- Luzula intermedia (Thuill.) Spenn., 1825, nom. illeg.
- Luzula intermedia var. multiflora (Ehrh.) Spenn., 1825
- Luzula jilongensis K.F.Wu, 1992
- Luzula kjelmanniana subsp. frigida (Buchenau) Schljakov, 1979
- Luzula kjelmanniana subsp. sibirica (V.I.Krecz.) Schljakov, 1979
- Luzula multiflora f. conglobata Krylov & Serg., 1929
- Luzula multiflora f. umbelliformis Krylov & Serg., 1929
- Luzula multiflora f. umbrosa Neuman, 1901
- Luzula multiflora subsp. asiatica Krylov & Serg., 1929
- Luzula multiflora subsp. occidentalis V.I.Krecz., 1928
- Luzula multiflora subsp. tenella (Miel. ex E.Mey.) Kožuharov, 1963
- Luzula multiflora var. acadiensis (Fernald) Fernald, 1945
- Luzula multiflora var. flexuosa Beyer, 1900
- Luzula multiflora var. intermedia Koidz., 1910
- Luzula multiflora var. kjelmannioides R.L.Taylor & MacBryde, 1978
- Luzula multiflora var. minuta Krylov & Serg., 1929
- Luzula multiflora var. tenuis Satake, 1938
- Luzula multiflora var. uliginosa Gremli, 1878
- Luzula nemorosa (Host ex) Hornem., 1815
- Luzula sibirica (V.I.Krecz.) V.I.Krecz., 1931
- Luzula spicata var. tenella Miel. ex E.Mey., 1849
- Luzula sudetica var. frigida (Buchenau) Fernald, 1945
- Luzula tenella (Miel. ex E.Mey.) R.Hinterh. & J.Hinterh., 1851
- Luzula vinogradovii Sipliv., 1975

### Внутривидовое деление
- Luzula multiflora subsp. hibernica Kirschner & T.C.G.Rich, 1996 — цветоносы часто сильно изогнутые.
- Luzula multiflora subsp. frigida (Buchenau) V.I.Krecz., 1928 — Ожика холодная — цветоножки прямые, доли околоцветника длиннее 2,7 мм, коробочка длиннее околоцветника, заострённая.
- Luzula multiflora subsp. monticola Kirschner, 1996 — цветоножки прямые, доли околоцветника не более 2,7 мм длиной, коробочка часто длиннее околоцветника.
- Luzula multiflora subsp. multiflora — цветоножки прямые, доли околоцветника длиннее 2,7 мм, коробочка короче околоцветника, притупленная, с долями до 2,2 мм длиной, семена с придатком 0,3 мм.
- Luzula multiflora subsp. sibirica V.I.Krecz., 1928 — Ожика сибирская — цветоножки прямые, доли околоцветника длиннее 2,7 мм, коробочка короче околоцветника, притупленная, с долями до 2,8 мм длиной, семена с придатком 0,4 мм.
- Luzula multiflora subsp. snogerupii Kirschner, 1992 — цветоножки с многочисленными сосочками.